# High Catton
High Catton – wieś w Anglii, w hrabstwie East Riding of Yorkshire. Leży 46 km na północny zachód od miasta Hull i 279 km na północ od Londynu.